# Lunar Strain
Lunar Strain är melodisk death metal-bandet In Flames debutalbum, utgivet 1994 av Wrong Again Records. Året därpå kom en utgåva av Toys Factory som även innehöll låtarna från den senare utgivna Subterranean samt en cover på en Metallica-låt. En ny utgivning skedde 1999 av Regain Records, även innehållande låtarna från Subterranean, och med titeln "Lunar Strain & Subterranean".
All musik är skriven av Jesper Strömblad och Glenn Ljungström, utom Hårgalåten (trad). Texterna är skrivna av Mikael Stanne.
Till det senaste släppet blev låtlistan fel. Den andra låten ska heta Clad in Shadows, den tredje Lunar Strain o.s.v. tills Upon An Oaken Throne är den sista låten på skivan.

## Låtlista
1. Behind Space - 4:55
2. Lunar Strain - 4:05
3. Starforsaken - 3:09
4. Dreamscape - 3:45
5. Everlost (part I) - 4:16
6. Everlost (part II) Ft. Jennica Johansson  - 2:57
7. Hårgalåten - 2:26
8. In Flames - 5:33
9. Upon An Oaken Throne - 2:49
10. Clad In Shadows - 2:50

Utgåvan Lunar Strain & Subterranean innehåller även dessa låtar:
- Stand Ablaze
- Everdying
- Subterranean
- Timeless
- Biosphere
- Dead Eternity
- The Inborn Lifeless

## Banduppsättning
- Mikael Stanne - sång
- Johann Larsson - bas
- Jesper Strömblad - trummor, keyboard, gitarr
- Glenn Ljungström - gitarr
- Carl Näslund - gitarr